# Gilbert & George
Gilbert & George (Gilbert Prousch, né à San Martino in Badia dans la province de Bolzano 11 septembre 1943, et George Passmore, né à Plymouth en Angleterre le 8 janvier 1942) sont deux artistes plasticiens britanniques  travaillant en couple. Ils vivent et travaillent à Londres.
Deux de leurs photos, dont Red Morning (Hate) (1977), font partie des 25 photos les plus chères du monde. The Singing Sculpture (1970) est l'une de leurs œuvres emblématiques et leur début comme duo.

## Enfances et rencontre
Gilbert est né à Saint-Martin de Thurn dans les Dolomites (Tyrol du Sud/Italie) et a étudié l'art à la Wolkenstein School of Art et à la Hallein School of Art, en Autriche et à Akademie der Kunst de Munich, avant de déménager en Angleterre.
George est né à Plymouth au Royaume-Uni. Il a d'abord étudié au Dartington Hall College of Art (en) et à la Oxford School of Art, partie de Oxford College of Technology, qui est par la suite devenue université d'Oxford Brookes.
Gilbert & George se sont rencontrés le 25 septembre 1967, en étudiant la sculpture à la St Martins School of Art, maintenant Central Saint Martins College of Art and Design, un des six collèges de l'University of the Arts, de Londres. Ils déclarent qu'ils se sont connus parce que George était la seule personne qui pouvait comprendre le pauvre anglais parlé de Gilbert. En 2002, dans une interview avec le Daily Telegraph, ils disaient de leur réunion : « ce fut le coup de foudre. » .
On suppose facilement que Gilbert & George sont amants, bien qu'ils écartent toujours les questions au sujet de leur vie sexuelle. Ils sont mariés depuis 2008.

## Artistes de performance
Au début, ils furent connus comme artistes de performance. Pendant qu'ils étaient étudiants, ils ont fait The Singing Sculpture (1970), placés sur une table, couverts de peinture métallique dorée, ils mimaient la chanson de Flanagan And Allen Underneath the Arches (en), ceci parfois pendant des heures.
La chanson Underneath The Arches est une vieille rengaine des années 1930-1940 au sujet de clochards et d’ivrognes contents de leurs sorts. Ils s'accompagnent durant Singing Sculpture d'une canne et d'un gant qu'ils portent, ainsi qu'un magnétophone qui lit cette musique datant du music-hall.  Celle-ci parle de la condition humaine. C’est un hymne à la vie de vagabonds vivant sous les arches d’un pont. D’où leurs performances sous un viaduc de chemin de fer dès leurs débuts.
Underneath the Arches est la chanson, de par les paroles, leurs sens et leur contenu qui leur a donné l’idée de la Singing Sculpture et pas l’inverse. Ils se retrouvaient beaucoup dans les paroles car c’est ce qu’ils étaient à l’époque, c'est-à-dire complètement démunis. Ils erraient beaucoup. Et leur quartier de Spitalfields était celui des clochards, beaucoup erraient nuit et jour. Cette chanson a eu une résonance particulière en eux, car elle parlait de leur existence. De cette manière, ils parviennent à instituer un lien avec le spectateur, qui peut s'y reconnaître également.
Underneath the Arches fait référence au monde des déclassés, une orientation qui rappelle les affirmations du duo qui considèrent leurs œuvres comme allant à rebours des artistes contemporains de leur époque.
Un certain nombre de leurs travaux du début des années 1970 consistait simplement à se saouler tous les deux, habituellement avec du gin. Smashed (1973) est un ensemble de photographies d'une soirée d'ivresse, alors que Gordon's Makes Us Drunk est un film où le couple boit du gin de la marque Gordon en écoutant Elgar et Grieg, disant de temps en temps « Gordon nous rend très ivre » ou une autre phrase avec de légères variantes. Ce travail, comme beaucoup d'autres de Gilbert et George, est réalisé en restant le visage totalement impassible, imperturbable, en vrai pince-sans-rire.
Dans les années 1980 et 1990, une partie de leur œuvre concerne le sida : c'est notamment le cas de AD en 1987 (qui signifie AIDS David, en hommage à leur ami David Robilliard, mort du sida), Flow (1988) ou encore une série anticléricale, contre le positionnement de l'église sur le préservatif (série des Fuck Gods). "Ban religion is our motto", déclarent les deux artistes, leur devise étant de bannir la religion.
Les costumes d'hommes d'affaires qu'ils ont portés pour ces performances sont devenus une sorte d'uniforme pour eux, et ils apparaissent rarement en public sans les porter. Il est pratiquement impossible de voir l'un sans l'autre. Ils refusent de dissocier leurs performances de leur vie quotidienne, insistant sur le fait que tout ce qu'ils font est art. Ils se voient eux-mêmes comme « sculptures vivantes ».
Dans un entretien au début de l'année 2011, Gilbert & George révèlent d'où, comment, et pourquoi ils ont choisi les thèmes principaux pour ses œuvres.

## Photomontages
Le couple est certainement plus connu pour ses photomontages de grand format, comme Cosmological Pictures (1993), souvent teintés en couleurs extrêmement vives, contrastés, et avec des grilles noires en surimpression, le tout ressemblant à des vitraux. L'image de Gilbert & George est souvent présente dans ces travaux, avec des fleurs et des jeunes gens, leurs amis. Leurs premiers travaux dans le genre étaient en noir et blanc, avec des touches de rouge et de jaune dans les séries suivantes.
Puis, ils ont utilisé une gamme de couleurs plus audacieuse. Leur travail de 2005, Sonofagod, est revenu à une palette plus sombre et plus foncée.
Leur série de photos Naked Shit Pictures (1995) a contribué à attirer l'attention des médias. 
En 1986, Gilbert & George ont attiré la critique des commentateurs de gauche pour la série de photos montrant avec de belles couleurs des stéréotypes de personnes du quartier East End de Londres, par exemple des skinheads.
Pendant de nombreuses années, ils ont résidé à Fournier Street, Spitalfields, East London.
En 2000, ils ont changé de galerie pour être représentés par la galerie White Cube.

« Oh, The Grand Old Duke of York », Gilbert & George, 1972, Musée de Groningue
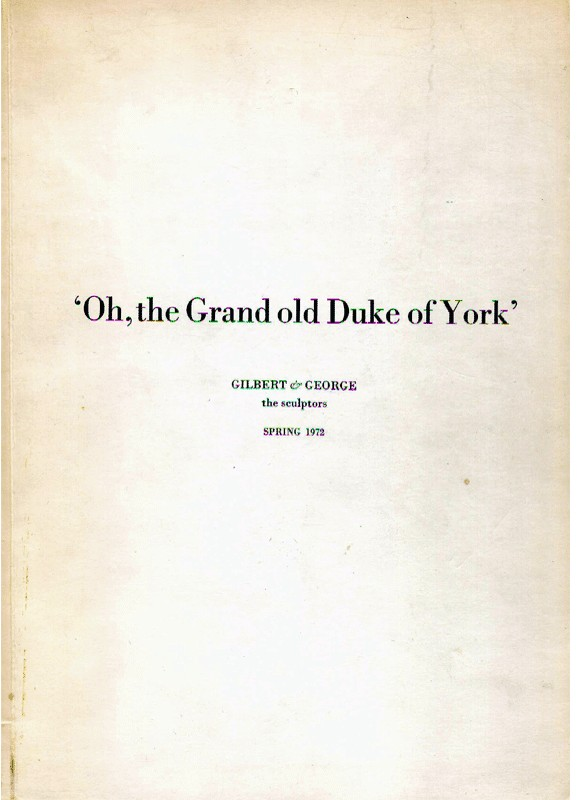

## Quelques œuvres
- Mental n°3, 1976, musée d'art moderne de Fort Worth, Fort Worth
- Praying Garden, 1982, musée national d'art moderne, Paris
- Blooded, 1983, musée de Grenoble, Grenoble
- Dream, 1984, musée Solomon R. Guggenheim, New York
- Wake, 1984, musée Guggenheim de Bilbao, Bilbao
- Des, 1984, Museum of Modern Art, New York
- Death, Hope, Life and Fear, 1984, Tate Modern, Londres
- Class War, Militant, Gateway, 1986, fondation Louis Vuitton, Paris
- Here, 1987, Metropolitan Museum of Art, New York
- Faith Drop, 1991, Scottish National Gallery, Edimbourg
- Fates, 2005, Tate Modern, Londres

## Prix
Ils ont reçu le prix Turner en 1986, et ont représenté le Royaume-Uni à la Biennale de Venise en 2005.

## Expositions
Années 1970
- Slippery Glasses, 1972, 20 photographies, 25,5 × 20,3 cm (chacune), musée d'art de Toulon.

Années 1980
- Centre Pompidou,1981 [6].
- Biennale de Paris, Paris, 1985
- Musée Solomon R. Guggenheim, Gilbert and George, New York (États-Unis), 1985
- CAPC musée d'art contemporain de Bordeaux, Bordeaux, 1986[7]

Années 1990
- National art Gallery, Gilbert & George China Exhibition, Pékin (Chine, 1993
- Musée d'art moderne de la ville de Paris, Paris, 1997

Années 2000
- Musée d'art contemporain de Chicago, Nineteen Ninety Nine, Chicago (États-Unis), 2000
- Galerie Baronian Francey, Jack Freak Pictures, Bruxelles, 2009
- Brooklyn Museum, Gilbert & George, New York (États-Unis), 2008-2009
- Tri Postal, au sein de l'exposition Passage du Temps-Collection François Pinault Foundation, Lille, 2007
- Tate Modern, Gilbert & George, Londres (Royaume-Uni), 2007
- Musée d'art moderne de Saint-Étienne, Gilbert & George, Saint-Étienne, 2005
- Lehmann Maupin Gallery, Perversive Pictures, New York (États-Unis), 2004

Années 2010
- Palais des beaux-arts de Bruxelles, Gilbert & George, Jack Freak Pictures, Bruxelles (Belgique), 2010
- Centro de arte contemporáneo de Málaga, Gilbert & George, Jack Freak Pictures, Malaga (Espagne), 2010
- Musée Küppersmühle, London Pictures, Duisbourg (Allemagne), 2013
- Galerie Thaddaeus Ropac Pantin , The Beard Pictures, Pantin, 2017-2018.